# Brent Hayden
Brent Hayden (n. 21 octombrie 1983, Mission⁠(d), British Columbia, Canada) este un înotător ce a reprezentat Canada, medaliat olimpic. A participat la 4 ediții ale Jocurilor Olimpice (2004, 2008, 2012, 2020) în care a câștigat două medalii de bronz.